# 巡恋歌
「巡恋歌」（じゅんれんか）は、日本のシンガーソングライターである長渕剛のファーストシングルである（通算2枚目）。
1978年10月5日に東芝EMIのエキスプレスレーベルからリリースされた。作詞・作曲は長渕、編曲は鈴木茂が担当している。
前作「雨の嵐山」（1977年）にてデビューしたものの活動を停止し故郷の九州に帰郷した長渕であったが、この曲によって再デビューを果たした。オリコンチャートでは最高位173位となったが、後に再レコーディングしてリリースされた「巡恋歌'92」では最高位1位を獲得している。ライブにおいてもほぼ欠かさず演奏される定番曲となっている。
ファースト・アルバムである『風は南から』（1979年）に収録された他、ベスト・アルバム『FROM T.N.』（1983年）、『いつかの少年』（1994年）、『Tsuyoshi Nagabuchi All Time Best 2014 傷つき打ちのめされても、長渕剛。』（2014年）など様々な作品に収録されている。

## 背景
ポピュラーミュージックコンテスト（ポプコン）の九州大会で優勝し、ビクター・レコードよりリリースされたシングル、「雨の嵐山」（1977年）によってデビューした長渕だったが、レコード店を回りキャンペーンを行ったり、デパートの屋上でアイドルの前座として歌わされる事や「ながぶち・ごう」と名前が変えられた事など、本人の理想とはかけ離れた活動を余儀なくされ、限界を感じた長渕は故郷である九州に帰ることになってしまう。その後、再起をかけてこの曲は作られた。
再びプロのミュージシャンを目指していた長渕は、同じ過ちを繰り返さぬように、当時のフォークシンガーにとっては憧れの的であったフォーライフ・レコードに「巡恋歌」の含まれたデモテープを送るが、採用されなかった。その後も数々のレコード会社、果ては嘗て「雨の嵐山」において挫折を喫したビクターにも送るが、全く採用されず、最後に専門家による判断を仰ぐため、ヤマハ音楽振興会へと送った。その後ヤマハから歌手デビューする女性アイドルに「巡恋歌」を歌わせたいと連絡が入り、「自分はまだデビューもしていないし、自分で歌いたい」と伝えると、ヤマハ側から再度ポプコンへの出場を提案される。その後長渕は後にシーナ&ザ・ロケッツに所属する事となるベーシストの奈良敏博を含めた即席バンド「ソルティドッグ」を結成しポプコンに出場、九州大会で優勝した他に静岡県のつま恋で行われた本選会でも入賞し、ヤマハ側から絶賛され、東芝EMIより再デビューするに至った。

## 音楽性
音楽情報サイト『CDジャーナル』では、「か細い音色のアコースティック・ギターに乗せて、感情たっぷりにむせぶような歌唱は痛々しいほど切ない」、「一人暮らしの寂しい女性の視点から綴った、叶わない恋の物語。黄昏に染まる夕空に似合いそうな、切なさやわびしさが募るフォーキーなナンバーだ」と表記されている。
本人は「自分の振られてばかりの女々しい恋愛遍歴を照れ隠しに女性言葉で綴った」と解説している。

## リリース
1978年10月5日に東芝EMIのエキスプレスレーベルより、7インチレコードでリリースされた。規格品番はETP-10480。
B面曲「帰り道」はアルバム未収録となり、シングル盤のみの収録となったため、長らく入手困難な状態となっていた。しかし、ベストアルバム『SINGLES Vol.1 (1978〜1982)』（1997年）にて初CD化され、入手しやすくなった。

## プロモーション
長渕は前作「雨の嵐山」で喫した挫折を忘れる事のないよう、所属事務所に対し「全国をギターケースを持ってコンサート活動で回りたい」と訴えたが、レコード会社や所属事務所の上層部としてはレコードのプロモーションの事だけを考えており、長渕の考えは相手にされていなかった。その後、マネージャーであった糟谷銑司の計らいにより、長渕の希望は叶えられる事となった。
また、長渕はこの曲を全国区にするために、ライブでは必ず演奏し、プロモーションに頼らずに知名度を高めようとしていた。

## アートワーク
シングル盤のジャケットは、タバコを片手にした長渕の写真が使用されている。

## 批評
| 専門評論家によるレビュー | 専門評論家によるレビュー |
| レビュー・スコア         | レビュー・スコア         |
| 出典                     | 評価                     |
| ------------------------ | ------------------------ |
| CDジャーナル             | 肯定的                   |

音楽情報サイト『CDジャーナル』では、「冒頭のハーモニカのメロで、早くも胸が締め付けられる。（中略）女性の視点からの詞は、新鮮に染み込んでくる」、「初期長渕の甘酸っぱいヴォーカルも魅力的」と評されている。

## ライブ・パフォーマンス
デビュー以降のライブでもほとんど欠かさず演奏されている。ライブではオリジナルと違い、バックバンドなし、ギターとハーモニカだけで歌う。特にエンディングへ向けてハーモニカを激しく吹きながらギターをハイスピードでかき鳴らすシーンは、長渕ライブの見どころの一つとなっている。
- テレビ出演
  - 音楽番組『夜のヒットスタジオSUPER』（1989年 - 1990年、フジテレビ系列） - 1990年7月25日放送、コンサート時と同じように速弾き演奏を行っている。
  - 音楽番組『ミュージックフェア』（1964年 - 、フジテレビ系列） - 1999年10月17日放送。
  - バラエティ番組『SMAP×SMAP』（1996年 - 、フジテレビ系列） - 2001年7月16日放送。
  - 音楽番組『Music Lovers』（2006年 - 、日本テレビ系列） - 2009年8月23日放送。

## カバー
後に長渕本人によりカバーされたバージョン『巡恋歌'92』がシングルでリリースされている（後述）。
南海キャンディーズの山崎静代（しずちゃん）がお笑いをやる前に、アイドルオーディション（モーニング娘。）でこの曲を歌った。バラエティ番組『たけしの誰でもピカソ』（1997年 - 2009年、テレビ東京系列）でもこの歌を熱唱した。
テレビ朝日系特撮番組『五星戦隊ダイレンジャー』（1993年）第1話でも、紐男爵（人間態の少年及び怪人態の両方　ただし怪人態は変身直後のみ）が、前半部分のみではあるが『'92』を口ずさんでいた。

## シングル収録曲
| 全作詞・作曲: 長渕剛、全編曲: 鈴木茂。 |                         |        |            |      |
| #                                      | タイトル                | 作詞   | 作曲・編曲 | 時間 |
| 1.                                     | 「巡恋歌」(JUNRENKA)    | 長渕剛 | 長渕剛     | 3:28 |
| 2.                                     | 「帰り道」(KAERI-MICHI) | 長渕剛 | 長渕剛     | 3:43 |
| 合計時間:                              | 合計時間:               | 7:11   |            |      |

## スタッフ・クレジット

### 参加ミュージシャン
- 林立夫 - ドラムス
- 石川鷹彦 - アコースティック・ギター、フラットマンドリン、バンジョー
- 長渕剛 - マウスハープ
- 鈴木茂 - エレクトリックギター
- 田中章 - エレクトリックベース
- 駒沢裕城 - ペダルスティールギター
- 澁井博 - ローズ・ピアノ

### スタッフ
- 陣山俊一 - ディレクター（ユイ音楽工房）
- 山里剛 - ディレクター（ヤマハ音楽振興会）
- 米田恵一 - ディレクター（東芝EMI）
- 石塚良一 - エンジニア
- 糟谷銑司 - マネージメント

## 収録作品
スタジオ音源
- 『風は南から』（1979年）
- 『夏の恋人』（1981年）
- 『FROM T.N.』（1983年）
- 『いつかの少年』（1994年）
- 『SINGLES Vol.1 (1978〜1982)』（1997年）
- 『BEST〜風〜』（2002年）
- 『Tsuyoshi Nagabuchi All Time Best 2014 傷つき打ちのめされても、長渕剛。』（2014年）

ライブ音源
- 『長渕剛LIVE』（1981年） - 1981年1月9日の調布グリーンホール公演から収録されている。
- 『SUPER LIVE IN 西武球場』（1983年） - 1983年7月25日の西武球場公演から収録されている。バンド演奏でのバージョンとなっている。
- シングル「久しぶりに俺は泣いたんだ」B面 - 「巡恋歌'85」のタイトルで、1985年1月9日の日本武道館公演から収録されている。バンドサウンドを意識したバージョンとなっている。
- 『長渕剛LIVE'89』（1990年） - 1989年7月13日、7月14日の横浜アリーナ公演から収録されている。
- 『長渕剛 ALL NIGHT LIVE IN 桜島 04.8.21』（2004年） - 2004年8月21日の桜島特設会場公演から収録されている。
- 『富士山麓 ALL NIGHT LIVE 2015』（2016年） - 2015年8月22日の富士山麓ふもとっぱら特設ステージ公演から収録されている。

ライブ映像
- 『SUPER LIVE IN 西武球場』（1983年）
- 『HUNGRY TOUR 1986.1.22 THE 4DAYS LIVE』（1986年）
- 『LICENSE』（1988年）
- 『カラス LIVE from '90 - '91 JEEP TOUR』（1991年）
- 『LIVE'92 "JAPAN" IN TOKYO DOME』（1992年）
- 『JAPAN TOUR LIVE 2001-2002 "空/SORA"』（2002年）
- 『9.7 in 横浜スタジアム LIVE 2002』（2003年）
- 『SAKURAJIMA』（2004年）
- 『30th Anniversary BOX from TSUYOSHI NAGABUCHI PREMIUM』（2010年）

## 巡恋歌'92
「巡恋歌'92」（じゅんれんか・きゅうじゅうに）は、長渕剛の25枚目のシングルである（通算26枚目）。
1992年10月28日に東芝EMIのエキスプレスレーベルより8センチCD、カセットテープでリリースされた。規格品番はTODT-2950 (CD)・TOST-2950 (CT)。
アレンジが変更され、冒頭にハーモニカの演奏が追加、テンポが速くなりハードなエレクトリックギターの音色が加わりロック調となっている。

### チャート成績
当時、テレビドラマやCMなどのタイアップによるヒット曲が横行していた事に対し、曲の力だけでどれだけ売上を上げられるかにこだわり、ラジオの放送以外全くのノン・タイアップでヒットした。オリジナル版はオリコンチャート100位圏外であったが、「巡恋歌'92」では最高位1位を獲得、登場回数は16回、売り上げ枚数は67.5万枚となった。

### 収録曲
| 全作詞・作曲: 長渕剛、全編曲: 瀬尾一三、長渕剛。 |                                                |        |            |      |
| #                                                | タイトル                                       | 作詞   | 作曲・編曲 | 時間 |
| 1.                                               | 「巡恋歌」(JUNRENKA'92)                        | 長渕剛 | 長渕剛     | 4:10 |
| 2.                                               | 「俺らの家まで ('92 TOKYO DOME Live Version)」 | 長渕剛 | 長渕剛     | 4:07 |
| 3.                                               | 「巡恋歌（オリジナル・カラオケ）」             | 長渕剛 | 長渕剛     |      |
| 合計時間:                                        | 合計時間:                                      | 8:17   |            |      |

### 収録アルバム
- 『いつかの少年』（1994年）
- 『SINGLES Vol.3 (1988〜1996)』（1997年）

リリース時のコメントに寄せて「世に溢れている、もの分かりの良い振りをした綺麗事だらけのラブソングに対して、男女間本来の摩擦を経た恋愛を突きつけたかった」と語っている。